# Fiat Argenta
Fiat Argenta tillverkades mellan 1981 och 1985 och var Fiats största modell, i samma storleksklass som exempelvis BMW 5-serien eller Volvo 740. Modellen ersatte Fiat 132 och kom senare att ersättas av  Fiat Croma (1986). Argenta var en kraftigt moderniserad 132, alla karossdelar var nya utom dörrar och sidorutor. Man ville även anknyta modellen till de mindre Fiatbilarnas beteckning, som vid denna tid började få bokstavsnamn istället för nummer. Argenta blev Fiats sista bakhjulsdrivna modell. 
Även motorerna var desamma som för 132: 
- Argenta 1600 - 1585cc twincam, 96hk
- Argenta 2000 - 1995cc twincam, 113hk
- Argenta 2000ie - 1995cc twincam, Bosch L-Jetronic insprutning, 122hk
- Argenta 2500 D - 2345cc diesel, 75hk

En facelift 1984 innebar 60mm bredare spårvidd fram, krängningshämmare bak, delvis ny inredning och ratt, nya stötfångare och front, släta hjulsidor samt en grill med den för tiden typiska Fiatsymbolen med fem kromade ribbor. 2-litersmodellen med insprutning fick en uppdaterad Bosch LE-Jetronic samt högre utväxling för lägre bränsleförbrukning.
En världsnyhet var Fiats första turboladdade bil - Argenta Turbo D, en diesel på 90hk. En annan ny version var Argenta VX som delade sin kompressorladdade motor med Lancia's VX-modeller. Den byggde på 1995cc-motorn, hade Roots-kompressor, förgasare samt 135hk.
De nya modellerna hette
- Argenta 100
- Argenta 110
- Argenta 120ie
- Argenta VX (SX på italienska marknaden)
- Argenta Turbo D

I Sverige såldes endast ett litet antal bilar under perioden 1983-85. Dessutom endast versionerna 2000ie (1983) samt 120ie (1984-85), dock med möjliga tillvalet automatlåda. Rostskyddet samt var precis som på övriga Fiat och på många andra bilar från perioden dåligt, vilket gör bilen ovanlig idag i Sverige. 